# Real de la República Federal de Centroamérica
El real fue la moneda de curso legal de la República de Centroamérica y de la República Federal de Centroamérica desde 1824.

## Monedas
Dieciséis reales de plata equivalía a un escudo de oro. El real de la República Federal de Centroamérica reemplazó al real español a la par, aun así la moneda española siguió circulando. El real de las Provincias Unidas del Centro de América siguió circulando y se expandiendo su uso en los Estados constitutivos de la República de Centroamérica. La moneda fue reemplazada por el real costarricense, el peso salvadoreño, el peso guatemalteco, el peso nicaragüense y el real hondureño.

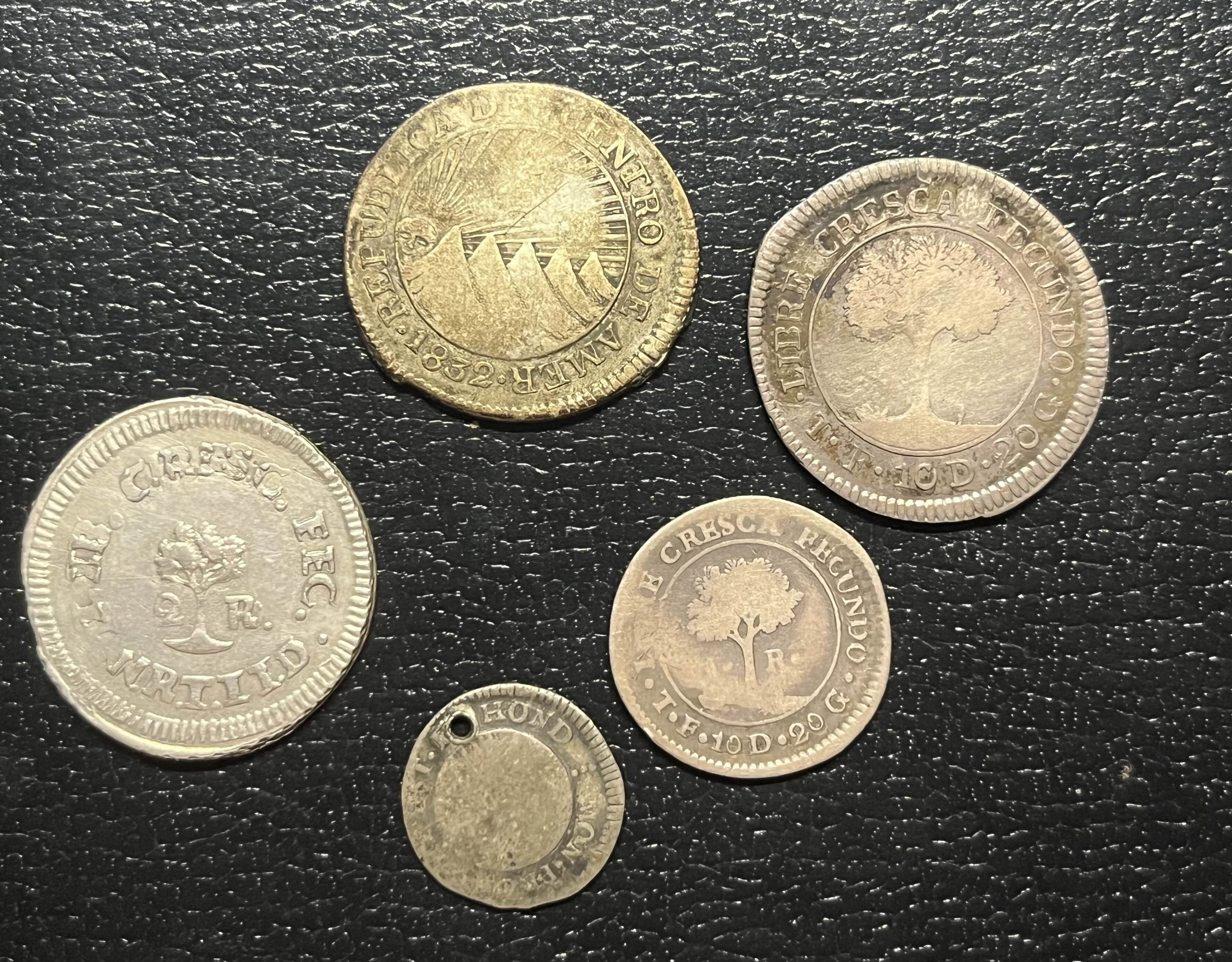
Moneda de la república centroamericana acuñada en Tegucigalpa.